# Witold Kosiński

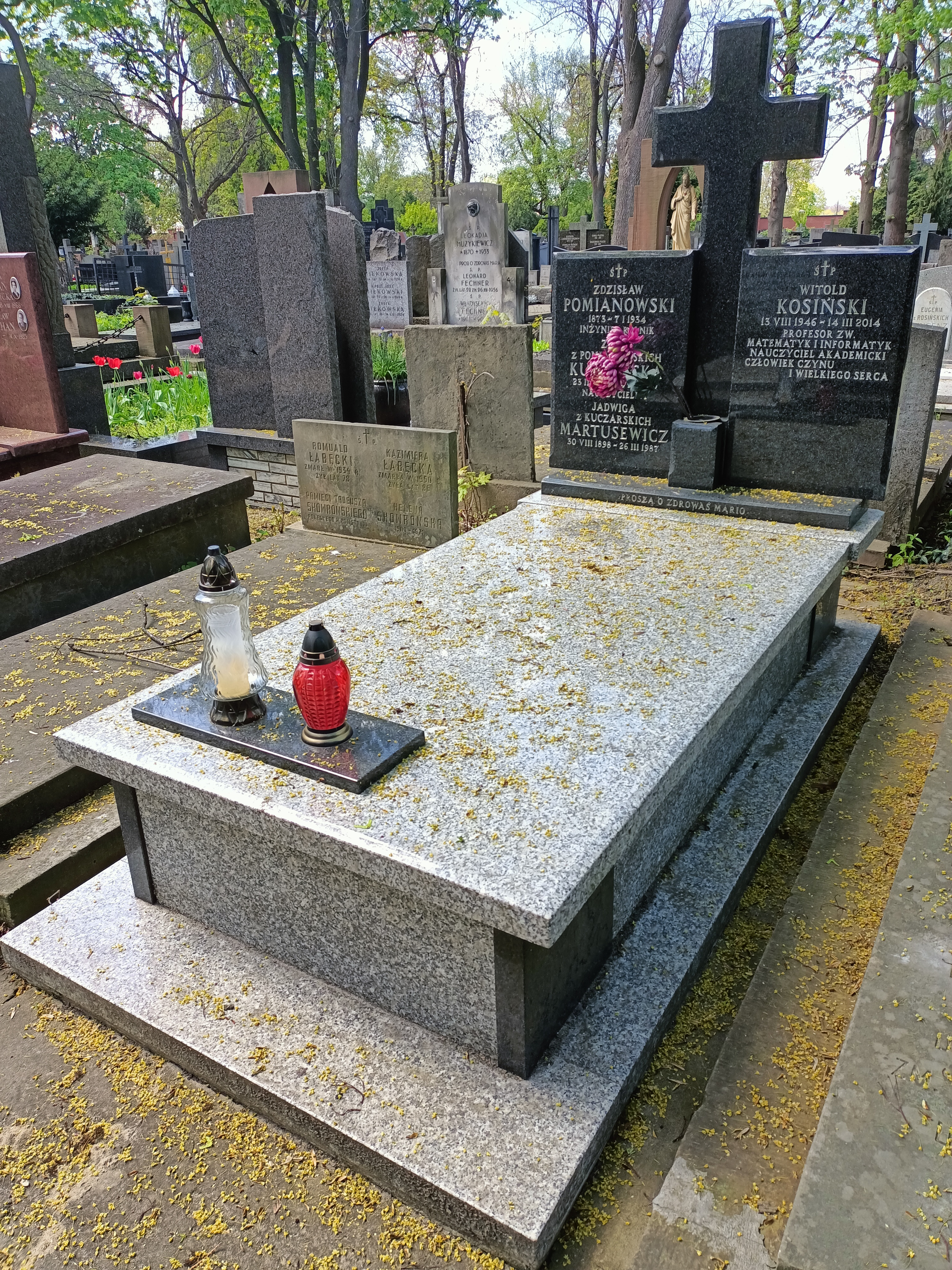
Grób Witolda Kosińskiego na cmentarzu Powązkowskim

Witold Kosiński (ur. 13 sierpnia 1946 w Krakowie, zm. 14 marca 2014 w Warszawie) – polski matematyk i informatyk. Twórca generalizacji liczb rozmytych, tzw. Skierowanych Liczb Rozmytych.
Przez wiele lat związany z Instytutem Podstawowych Problemów Techniki Polskiej Akademii Nauk. Prorektor ds. naukowych Polsko-Japońskiej Wyższej Szkoły Technik Komputerowych w Warszawie oraz Kierownik Katedry Systemów Inteligentnych na tej uczelni. Wykładowca na Wydziale Matematyki, Fizyki i Techniki Uniwersytetu Kazimierza Wielkiego w Bydgoszczy.
Profesor zwyczajny, specjalista z zakresu termodynamiki ośrodków ciągłych i propagacji fal oraz podstaw matematycznych informatyki ze szczególnym uwzględnieniem systemów inteligentnych, logiki rozmytej i algorytmów genetycznych. Zainteresowania Profesora obejmowały takie dziedziny, jak matematyka stosowana, równania hiperboliczne, mechanika continuum, sieci neuronowe, komputerowa analiza obrazów, inteligencja obliczeniowa.
Naukowiec, wychowawca kadr naukowych i wielu pokoleń młodzieży akademickiej, aktywny sportowiec.

## Wykształcenie i kariera zawodowa
Po uzyskaniu świadectwa dojrzałości w 1964 roku w VII Liceum Ogólnokształcące im. Juliusza Słowackiego w Warszawie rozpoczął studia na Wydziale Matematyki i Mechaniki Uniwersytetu Warszawskiego. W 1969 roku uzyskał tytuł magistra matematyki na tym Wydziale, broniąc pracy magisterskiej pt. O istnieniu funkcji dwóch zmiennych spełniającej pewną nierówność różniczkową. Trzy lata później (w 1972 roku) uzyskał stopień doktora nauk technicznych w Instytucie Podstawowych Problemów Techniki Polskiej Akademii Nauk (IPPT PAN) w Warszawie (rozprawa pt. Liniowa teoria materiałów reologicznych z wewnętrznymi zmianami strukturalnymi).
W 1984 roku otrzymał stopień doktora habilitowanego nauk technicznych w zakresie mechaniki stosowanej i mechaniki technicznej (rozprawa pt. Równania ewolucji ciał dyssypatywnych). Tytuł profesora został nadany Witoldowi Kosińskiemu przez Prezydenta Rzeczypospolitej Polskiej w 1993 roku.
Przez większość swojej kariery zawodowej był związany z Instytutem Podstawowych Problemów Techniki Polskiej Akademii Nauk początkowo jako adiunkt, m.in. w Zakładzie Mechaniki Ośrodków Ciągłych, a następnie jako profesor nadzwyczajny. W 1981 roku otrzymał nagrodę Sekretarza Naukowego PAN, a w latach 1983, 1986 i 1998 Dyrektora IPPT PAN.
W 1986 roku objął kierownictwo (do 1999 roku) Samodzielnej Pracowni Optyczno-Komputerowych Metod Mechaniki, Ośrodka Mechaniki i Informatyki Stosowanej w IPPT PAN.
Od 2001 roku był zewnętrznym członkiem Rady Naukowej IPPT PAN oraz przewodniczącym Komisji Rady Naukowej ds. Przewodów Doktorskich z dziedziny informatyki.
W latach 1999–2005 piastował stanowisko Prorektora ds. Naukowych Polsko-Japońskiej Wyższej Szkoły Technik Komputerowych (PJWSTK) oraz stanowisko Kierownika Katedry Systemów Inteligentnych (dawniej Katedra Sztucznej Inteligencji). Zasiadał w Senacie PJWSTK, był członkiem Rady Wydziału Informatyki i kierownikiem Centrum Badawczego oraz specjalizacji: Inteligentne Systemy Przetwarzania Danych i Systemy Wspomagania Biznesu i Administracji.
Jako specjalista od metod sztucznej inteligencji dołączył w 1996 roku do zespołu Zakładu Mechaniki Środowiska wówczas Wyższej Szkoły Pedagogicznej w Bydgoszczy. Po powstaniu Uniwersytetu Kazimierza Wielkiego w Bydgoszczy został kierownikiem Zakładu Systemów Baz Danych i Inteligencji Obliczeniowej na Wydziale Matematyki, Fizyki i Techniki w Instytucie Mechaniki i Informatyki Stosowanej (IMIS) tej Uczelni. Od 2009 roku był przewodniczącym Rady IMIS.
Kierownik wielu projektów naukowych, m.in. w ramach KBN, uczestnik naukowych konferencji międzynarodowych oraz wykładowca w polskich, m.in. na Politechnice Białostockiej na Wydziale Informatyki oraz w Szkole Głównej Gospodarstwa Wiejskiego w Warszawie, oraz zagranicznych ośrodkach naukowych.

## Działalność zagraniczna
W okresie zatrudnienia w IPPT PAN przebywał na stypendiach naukowych na University of Iowa (USA), Division of Materials Engineering w ramach National Science Foundation (1975-1976) oraz na Uniwersytecie w Bonn w Institut für Angewandte Mathematik, Uniwersytecie w Heidelbergu w Institut für Mathematik, Technische Hochschule Darmstadt w Institut für Mechanik w Niemczech jako stypendysta Fundacji im. Aleksandra von Humboldta (1983-1985, 1988).
Był profesorem wizytującym w Laboratoire Modélisation en Mécanique na Université Pierre et Marie Curie w Paryżu (1989/1990), w Department of Mathematics and Computer Science na Loyola University w New Orleans, USA (1991), w Faculté des Sciences et Techniques na Université Aix – Marseille III we Francji (1994/1995), a także przebywał na uniwersytetach we Włoszech (m.in. na University of Napoli, University of Rome „La Sapienza”), Niemiec (Universität Rostock), Japonii (Nagoya University), USA i Irlandii.
Był stypendystą Japońskiej Agencji Współpracy Międzynarodowej (Japan International Cooperation Agency - JICA) i przebywał kilkakrotnie w Japonii.

## Działalność stowarzyszeniowa
Członek wielu Stowarzyszeń i Towarzystw Naukowych, w tym m.in.:
- Polskiego Towarzystwa Matematycznego (od 1979 roku), również jako członek Zarządu Oddziału Warszawskiego[1];
- Polskiego Towarzystwa Informatycznego[19];
- Polskiego Towarzystwa Sieci Neuronowych, również jako członek Zarządu[20];
- Towarzystwa Przetwarzania Obrazów, którego był inicjatorem oraz m.in. wiceprezesem[21][22];
- Polskiego Towarzystwa Zastosowań Elektromagnetyzmu[23];
- Stowarzyszenia JAAP - JICA Alumni Association in Poland[17];
- Polskiego Stowarzyszenia Sztucznej Inteligencji, również jako założyciel i członek Komisji Rewizyjnej[24][25];
- Polskiego Towarzystwa Mechaniki Teoretycznej i Stosowanej[26];
- American Mathematical Society (od 1973 roku)[27]
- International Society for Interaction of Mechanics and Mathematics[28]
- Komitetu Informatyki PAN i Komitetu Mechaniki PAN oraz komitetów programowych, m.in. Konferencji Zastosowań Matematyki organizowanej przez Instytut Matematyczny PAN[29] oraz Konferencji International Conference on Artificial Intelligence and Soft Computing (ICAISC)[30]
- komitetów redakcyjnych i naukowych wielu czasopism, m.in. Archiwum Mechaniki Stosowanej (Archives of Mechanics), Metod Informatyki Stosowanej (obecnie Journal of Theoretical and Applied Computer Science), Machine Graphics and Vision oraz Journal of Applied Mathematics and Computer Science.
- Societas Humboldtiana Polonorum, Stowarzyszenia Stypendystów Fundacji im. Aleksandra von Humboldta, Przewodniczący Głównej Komisji Rewizyjnej[31].

W latach 2000–2011 był redaktorem naczelnym Annales Societatis Mathematicae Polonae Series III. Matematyka Stosowana-Matematyka dla Społeczeństwa pisma Polskiego Towarzystwa Matematycznego (PTM).

## Ważniejsze publikacje oraz działalność jako promotor
Redaktor wielu tomów prac zbiorowych i materiałów konferencyjnych.
Autor dwóch monografii:
1. W. Kosiński: Wstęp do teorii osobliwości pola i analizy fal, PWN, Warszawa-Poznań (1981)
2. W. Kosiński: Field Singularities and Wave Analysis in Continuum Mechanics, Ellis Horwood Limted – John Wiley & Sons, PWN – Polish Scientific Publishers, Chichester, New York, Brisbane, Toronto, Warsaw (1986)

oraz ponad 220 publikacji naukowych.
Promotor 11 prac doktorskich oraz licznych prac magisterskich i inżynierskich.

## Prywatnie
Przez prawie 45 lat żonaty z Ewą Kosińską, redaktor Polskiego Wydawnictwa Ekonomicznego. Ojciec Izabeli oraz Witolda Konrada. Miłośnik sportu, zwłaszcza tenisa, pływania, kajakarstwa, nurkowania głębinowego (posiadał licencję PADI) oraz tańca. Pochowany na cmentarzu Powązkowskim (kwatera 134-3-20).